# بورنو
بورنو (به ایتالیایی: Borno) یک کومونه در ایتالیا است که در استان برشا واقع شده‌است.
بورنو دارای یک پیست اسکی میباشد. 

## خصوصیات
بورنو ۳۰ کیلومترمربع مساحت و ۲٬۶۵۳ نفر جمعیت دارد و ۹۱۲ متر بالاتر از سطح دریا واقع شده‌است.